# Козакевич, Павел Павлович
Па́вел Па́влович Козаке́вич, в эмиграции Paul Kozakevich (1898, Пермь — после 1974, в эмиграции) — советский учёный-химик, в годы Великой Отечественной войны — коллаборационист, последний обер-бургомистр Харькова во время его 2-й оккупации летом 1943.

## Биография
Родился в 1898 в Перми в семье горного специалиста Павла Павловича Козакевича (университетского профессора, репрессированного в 1931 году в Харькове) и Галины Владиславовны Брайчевской. По окончании Одесского университета с 1923 работал в Харькове в Институте народного хозяйства (ХИНХ), в Институте охраны труда, а также в других институтах.
По свидетельствам современников, Козакевич был первоклассным физико-химиком. В 1930-е годы руководил физико-химической лабораторией НИИ химии при ХГУ. Работы Козакевича и его аспирантов посвящены изучению сольватации в водных и неводных растворах как электролитов, так и неэлектролитов, а также адсорбции, поверхностного натяжения растворов и взаимосвязи поверхностных и объёмных свойств растворов, высаливающего действия электролитов, влияния солей на смесимость жидкостей, адсорбции газов на различных поверхностях.
C ноября 1941 года П. П. Козакевич работал в оккупированном Харькове руководителем отдела социальной опеки городской управы (при бургомистре А. Крамаренко), а после повторной оккупации Харькова был назначен немецким командованием 15 марта 1943 года обер-бургомистром города. Должность эту занимал до 30 апреля 1943 года, после чего город возглавила военная администрация.
После войны П. П. Козакевич жил во Франции и работал в области металлургии, занимался исследованием поверхностных и объемных свойств расплавов металлов и оксидов металлов. В журнале ‘Revue Metallurgie’ и в ряде других изданий за период 1949—1974 гг. опубликовано около четырёх десятков работ П. П. Козакевича (Paul Kozakevich) по данной тематике.
Сын Александр жил в Марокко и во Франции, французский геолог, священник УАПЦ. Состоял в браке с дочерью Г. М. Хоткевича Галиной.